# Nicorvo
Nicorvo (lombardul: Nicorav) település Olaszországban, Lombardia régióban, Pavia megyében. Lakosainak száma 277 fő (2023. január 1.). Nicorvo Albonese, Borgolavezzaro, Mortara, Robbio, Ceretto Lomellina és Castelnovetto községekkel határos.

## Népesség
A település lakossága az elmúlt években az alábbi módon változott:
| Lakosok száma | 325  | 300  | 277  |
|               | 2017 | 2018 | 2023 |